# يكرن (مثيوة)
يكرن هي إحدى مشيخات المملكة المغربية، تتبع جغرافيا لإقليم شفشاون وإداريًا لمثيوة. يقدر عدد سكانها بـ 5576 نسمة حسب الإحصاء الرسمي للسكان والسكنى لسنة 2004.